# Ivica Vidović
Ivica Vidović (Livno, 15 febbraio 2002) è un calciatore croato, centrocampista del Celje.

## Carriera

### Club
Cresciuto nel settore giovanile della Dinamo Zagabria, con il club della capitale viene impiegato solo una volta con la squadra riserve. Nel gennaio 2022 viene ceduto in prestito allo Sebenico; il 29 gennaio 2022 ha esordito in Prva HNL, disputando l'incontro perso per 1-3 contro l'Hajduk Spalato. Il 16 aprile seguente realizza la sua prima rete con la squadra e contestualmente anche nella massima divisione croata, in occasione dell'incontro vinto per 2-1 contro lo Slaven Belupo. Al termine della stagione viene acquistato a titolo definitivo.

### Nazionale
Ha giocato nella nazionale croata Under-16.

## Statistiche

### Presenze e reti nei club
Statistiche aggiornate al 16 ottobre 2022.
| Stagione        | Squadra            | Campionato      | Campionato | Campionato | Coppe nazionali | Coppe nazionali | Coppe nazionali | Coppe continentali | Coppe continentali | Coppe continentali | Altre coppe | Altre coppe | Altre coppe | Totale | Totale |
| Stagione        | Squadra            | Comp            | Pres       | Reti       | Comp            | Pres            | Reti            | Comp               | Pres               | Reti               | Comp        | Pres        | Reti        | Pres   | Reti   |
| --------------- | ------------------ | --------------- | ---------- | ---------- | --------------- | --------------- | --------------- | ------------------ | ------------------ | ------------------ | ----------- | ----------- | ----------- | ------ | ------ |
| 2021-gen. 2022  | Dinamo Zagabria II | 2.HNL           | 1          | 0          |                 | -               | -               |                    | -                  | -                  |             | -           | -           | 1      | 0      |
| gen.-giu. 2022  | Sebenico           | 1.HNL           | 16         | 1          | CC              | -               | -               |                    | -                  | -                  |             | -           | -           | 16     | 1      |
| 2022-2023       | Sebenico           | 1.HNL           | 9          | 0          | CC              | 0               | 0               |                    | -                  | -                  |             | -           | -           | 9      | 0      |
| Totale carriera | Totale carriera    | Totale carriera | 26         | 1          |                 | 0               | 0               |                    | -                  | -                  |             | -           | -           | 26     | 1      |